# Каролина фон Насау-Саарбрюкен
Каролина фон Насау-Саарбрюкен (на немски: Karoline von Nassau-Saarbrücken; * 12 август 1704, Саарбрюкен; † 25 март 1774, Дармщат) е германска графиня от Насау-Саарбрюкен, по съпруг – пфалцграфиня и херцогиня на Пфалц-Цвайбрюкен. Тя е баба на първия баварски крал Максимилиан I Йозеф.

## Биография
Дъщеря е на граф Лудвиг Крафт фон Насау-Саарбрюкен (1663 – 1713) и графиня Филипина Хенриета фон Хоенлое-Лангенбург (1679 – 1751), дъщеря на граф Хайнрих Фридрих фон Хоенлое-Лангенбург.
На 21 септември 1719 г., само на 15-годишна възраст, Каролина е омъжена за кръстника си – 44-годишния пфалцграф и херцог Кристиан III фон Цвайбрюкен (1674 – 1735). Сватбата се състои в замъка Лоренцен в Насау.
След смъртта на херцог Кристиан III през 1735 г. съпругата му Каролина получава титлата регент, връчена ѝ от император Карл VI за пет години, докато синът ѝ Кристиан IV навърши пълнолетие.
Между годините 1744 и 1774 Каролина живее в замъка Бергцаберн. Умира на 25 март 1774 г. в Дармщат, на 69-годишна възраст. Погребана е в градската църква на Дармщат.

## Деца
Каролина и Кристиан имат четири деца:
- Каролина Хенриета Кристина (1721 – 1774), наричана още „Великата ландграфиня“

∞ 1741 г. за ландграф Лудвиг IX фон Хесен-Дармщат (1719 – 1790)
- Кристиан IV (1722 – 1775), пфалцграф и херцог на Пфалц-Цвайбрюкен

∞ 1751 г. (морганатичен брак) за Мария Камасе, „графиня фон Форбах“ (1734 – 1807)
- Фридрих-Михаел (1724 – 1767), граф на Пфалц-Биркенфелд

∞ 1746 г. за принцеса Мария-Франциска фон Зулцбах (1724 – 1794)
- Кристиана Хенриета (1725 – 1816), графиня на Пфалц-Цвайбрюкен-Биркенфелд

∞ 1741 г. за княз Карл Август Фридрих фон Валдек-Пирмонт (1704 – 1763)